# Cửa khẩu Phnom Den
Cửa khẩu Phnom Den là cửa khẩu quốc tế đường bộ tại vùng đất huyện Kiri Vong, tỉnh Takéo, Campuchia .
Cửa khẩu Phnom Den thông thương với cửa khẩu Tịnh Biên ở phường Tịnh Biên, thị xã Tịnh Biên, tỉnh An Giang, Việt Nam  10°36′09″B 104°55′59″Đ / 10,602628°B 104,933158°Đ.